# 賈肯特
賈肯特，又譯養吉干，在突厥語解新城，是古代哈薩克斯坦到花剌子模與伏爾加河貿易路線上的重要商業中心。它的位置在錫爾河下游左岸，克孜勒奧爾達西北25公里。
考古發掘顯示公元前1世紀已有人定居此地，但到10世紀才有書面記錄。在10-11世紀是烏古斯葉護國首都，但11世紀因受基馬克汗國與欽察人攻擊葉護國崩潰，賈肯特也被併入塞爾柱帝國。
直到19世紀才被重新發現。